# Златогорская, Ольга Владимировна
Ольга Златогорская — современная русская писательница в жанре фантастики.
Ольга Владимировна Златогорская родилась в 1972 году в Смоленске. Имеет высшее образование педагога-психолога. Интересовалась вопросами взаимодействия детей и взрослых, создала первый в Смоленске клуб любителей фантастики «Сириус-7», работала вожатой в «Артеке», затем психологом в г. Кирове Калужской области. С 2006 года занимается литературной работой. Член Союза писателей Москвы. Публиковалась в журналах «Пионер», «Кукумбер», газете «Пионерская правда». Участвовала в сетевых конкурсах «Сорванная башня» (1 и 2 место), «Заповедник сказок (1, 2, 3 места)», «Бес сознательного» (финалист), конкурс журнала «РБЖ-Азимут» (2-е и 8 место), «Ужас-2006» (финалист).
В 2009 году в издательстве «Астрель» вышел авторский сборник «Выдумщик с третьей парты».
Лауреат Гайдаровской премии, лауреат Международной детской литературной премии имени В. П. Крапивина, призёр Третьего международного конкурса детской литературы имени Алексея Толстого.

## Произведения
- «Мышка бежала, хвостиком махнула…» Конкурс журнала РБЖ-Азимут, 2 место. Напечатан в журнале «Пионер» № 7, 2009 год.
- «Ответчик» Конкурс «Сорванная Башня», 1 место.
- «Протяни мне руку» Конкурс «Сорванная Башня», 2 место.
- «Машка» Конкурс в Заповеднике сказок, 2 место.
- «Силовой прием» Вошёл в авторский сборник «Выдумщик с третьей парты».
- «Когда наступит рассвет»
- «Фамильный „Секрет“» Напечатан в журнале «Пионер» в 2006 году. Вошёл в авторский сборник «Выдумщик с третьей парты».
- «Папа, хочу рисовать!» Третье место в «Заповеднике сказок».
- «Кто как обзывается, тот сам так называется!» Напечатан в журнале «Кукумбер» в 2007 году.
- «Крысолов» Шорт-листер конкурса «Бес сознательного»; третье место в Заповеднике сказок.
- «Сказок не бывает» Конкурс в Заповеднике сказок, 3 место.
- «Калейдоскоп» Фантастическая повесть в соавторстве. Напечатана в журнале «Пионер» в 2008 году.
- «Вначале было слово» Рассказ.
- «Подарок великого земляка» Первое место в Заповеднике Сказок.
- «Признанный гений» Симпатия жюри в Заповеднике сказок.
- «Вечные сюжеты» Крапивину посвящается…
- «Про Машу, Витю и волшебный терминал». Третье место в Заповеднике сказок.
- «Правило серафимов» Повесть-фэнтези для взрослых, напечатана в журнале «Фанданго» в 2009 году[2].
- «С мечом и магией» Небольшой обзор книг в жанре фэнетзи.